# Вашингтон, Лоуренс (1659—1698)
Лоуренс Вашингтон (англ. Lawrence Washington; сентябрь 1659, Уэстморленд, Колония Виргиния — февраль 1698, Глостер, Колония Виргиния) — американский плантатор и юрист, дед первого президента США Джорджа Вашингтона.

## Биография
Лоуренс Вашингтон был старшим сыном Джона Вашингтона и Энн Поуп (1638—1668). Он родился в 1659 году в поместье своего отца в Бриджес-Крик в Уэстморленде. Лоуренс был назван в честь своего деда Лоуренса Вашингтона (1602—1652).
Лоуренса отправили учиться в Англию, где он получил образование юриста.
После смерти своего отца Вашингтон унаследовал два значительных поместья на реке Потомак: Маттокс-Крик (1850 акров) и Литтл-Хантинг-Крик (2500 акров), которое впоследствии было переименовано в честь Эдварда Вернона в Маунт-Вернон внуком и тёзкой Лоуренса, Лоуренсом Вашингтоном (1718—1752).
За свою жизнь он не расширил существенно свои владения, что говорит о том, что он больше интересовался политикой и юриспруденцией, чем плантациями. Благодаря этой увлечённости, Лоуренс стал шерифом округа Уэстморленд, а в 1685 году был избран в палату бюргеров Виргинии.
В 1688 году Лоуренс женился на Милдред Уорнер (Гейл), одной из трёх дочерей плантатора Огастина Уорнера-младшего. От неё у него родилось трое детей: Джон (1692—1746), Огастин (1694—1743) и Милдред (1698—1747). Лоуренс умер в возрасте 38 лет в феврале 1698 года, в том же году, когда родилась его дочь.